# AMD Software
AMD Software（エーエムディー ソフトウェア）は、AMDが開発しているGPU用ドライバおよびユーティリティソフトウェア。同社のRadeon GPUと、Radeon GPUを搭載したRyzenプロセッサに対応している。以前は「AMD Radeon Software」という名称だった。

## 概要
グラフィックス設定やディスプレイ設定の変更に加えて、GPU・VRAMの電圧やクロックのチューニング、ファン回転数の調整などを行える。また、ドライバの更新やゲームの録画・配信、マイクのノイズキャンセリングといった機能も備えている。
ユーザーインターフェースは「ホーム」、「ゲーム」、「録画およびストリーム」、「パフォーマンス」の4つのタブで構成されており、ゲームのプレイ中でも「Alt」+「R」のショートカットキーでソフトウェアをオーバーレイ表示できる。

## 機能

### グラフィックス
AMD Radeon Super Resolution
ゲーム側の対応を問わずに有効化できるドライバレベルの超解像技術。ゲーム内の解像度を落として負荷を下げつつ、画面解像度に合ったアップスケーリング処理を行うことでパフォーマンスが向上する。AMDが提供するオープンソースの画質ツールキット「AMD FidelityFX」に内包される、「FidelityFX Super Resolution」と同様のアルゴリズムを利用している。フルスクリーンモードで動作するゲームにおいて、RX 5000シリーズ以降のGPUが対応している。
AMD Fluid Motion Frames 2
レンダリングしたフレームの間にGPUで生成したフレームを挿入することで、フレームレートを引き上げて見た目の滑らかさを高める、ドライバレベルのフレーム生成機能。有効化するには、ドライバ内設定とゲーム内設定の両方で垂直同期を無効にする必要がある。対応APIはDirectX 11/12/Vulkan/OpenGL。フルスクリーンモードで動作するゲームにおいて、RX 6000シリーズ以降のGPUが対応している。また、RX 7000シリーズ以降のGPUはボーダレスウインドウにも対応している。
AMD Radeon Anti-Lag
CPUの処理タイミングを調整することで、ゲームプレイ時の操作遅延を低減させる機能。AMDのリッチー・コーパスは、「60から90fps程度のゲーム」や、「GPUがボトルネックになるゲームのほうが、Anti-Lagの効果は出やすい」と語っている。RX 400シリーズ以降のGPUと、Ryzen 2000シリーズ以降のAPUが対応している。
AMD Radeon Boost
レンダリング解像度を動的に上下させることで、フレームレートを向上させる機能。キャラクターの移動中や、マウスを振った動作など、ユーザーが違いを認識しにくいタイミングで解像度を低下させる。RX 400シリーズ以降のGPUと、Ryzen 2000シリーズ以降のAPUが対応している。
AMD Radeon Chill
フレームレートを調整することで、ゲーム中の電力消費や発熱を抑える機能。fpsの上限と下限を設定することで、画面の動きが激しい場面ではfps上限までゲームを実行し、画面に動きがない場面ではfpsを下限まで抑える。上限と下限に同じ値を設定した場合、後述するAMD Frame Rate Target Controlと同様に動作する。UWPゲームでは動作しない。
AMD Radeon Image Sharpening
グラフィックスの陰影を鮮鋭化する機能。AMDが提供するオープンソースの画質ツールキット「AMD FidelityFX」に内包される、「FidelityFX Contrast Adaptive Sharpening」と同様のアルゴリズムを利用している。NVIDIAでポストプロセス型アンチエイリアシング技術「FXAA」を発明したティモシー・ロッテスによって開発された。一部を除くRX 400シリーズ以降のGPUと、Ryzen 2000シリーズ以降のAPUが対応している。
Video Upscale
ウェブブラウザやメディアプレーヤーを用いた映像再生に適用できる超解像機能。最大で4K解像度までのアップスケーリングに対応している。シングルディスプレイ環境にて、RX 7000シリーズ以降のGPUが対応している。
AMD Enhanced Sync
レイテンシーを低減し、テアリングやスタッタリングを抑えるディスプレイ同期技術。「ラストレンダードバッファ」を新設し、レンダリングをVSyncと非同期に実行する。RX 400シリーズ以降のGPUが対応している。
垂直リフレッシュを待機
垂直同期を「常にオフ」、「アプリケーションで指定しない限りオフ」、「アプリケーションで指定しない限りオン」、「常にオン」から設定できる。
AMD Frame Rate Target Control
フレームレートの上限を設定する機能。フルスクリーンモードで実行されるDX9、DX10、DX11、DX12、およびVulkanのゲームにて動作する。

### ディスプレイ
AMD FreeSync

DisplayPortおよびHDMI接続を介して利用できるディスプレイ同期技術。可変リフレッシュレート技術により、レイテンシを削減し、スタッタリングを排除する。
AMD Eyefinity
複数のディスプレイを1枚のディスプレイとして扱える機能。
AMD Virtual Super Resolution
高品質なアンチエイリアシングに対応していないゲームなどで、スーパーサンプリングアンチエイリアシングをシミュレーションする機能。RX 5000シリーズ以降のGPUが対応している。
AMD Integer Scaling
低解像度のドット絵を高解像度ディスプレイで表示した際に、ドットがぼやけないようにする機能。RX 400シリーズ以降のGPUと、Ryzen 2000シリーズ以降のAPUが対応している。
カスタムカラー
色温度、明るさ、色調、コントラスト、彩度をカスタマイズできる。
色覚異常補正
色覚異常を持つ人でも色を区別しやすいよう、色調を補正する機能。

### オーディオおよびビデオ
ビデオプロファイル
動画コンテンツに最も適したプロファイルを、「デフォルト」、「シネマクラシック」、「拡張」、「ホームビデオ」、「アウトドア」、「スポーツ」、「ビビッド」から選択できる。また、明るさ設定を +100%から-100% の範囲で調整できるカスタムプロファイルも作成可能。
AMD Noise Suppression
ディープラーニングアルゴリズムを利用したノイズキャンセリング機能。入力デバイスと出力デバイスの両方で機能し、ゲームやアプリケーションの入出力設定で「AMD Streaming Audio Device」を選択することで使用できる。RX 6000シリーズ以降のGPUと、Ryzen 6000シリーズ以降のAPUが対応している。

### 録画およびストリーム
旧称は「Radeon ReLive」。スクリーンショットの作成や画面録画のほか、最大20分前の映像を保存できる「インスタントリプレイ」、最大30秒前の映像をGIFアニメーションとして保存できる「インスタントGIF」、直前のゲームプレイを再生できる「ゲーム内リプレイ」といった機能を備える。
動画配信機能はYoutubeやTwitchといった配信プラットフォームに対応しており、接続したWebカメラの映像をゲーム画面にワイプとして表示することも可能である。

## 歴史

### AMD Radeon Software Crimson Edition
AMD Catalystを置き換える新たなソフトウェアとして、2015年11月24日にバージョン15.11が公開された。ユーザーインタフェースはQtを用いて1から開発された。AMDは、起動時間の従来比10倍への高速化、12個の新機能もしくは機能拡張、最大20％の性能向上、最大1.8倍の省電力性向上を謳っている。2016年3月9日に公開された16.3では、Vulkanに正式対応した。
「Radeon Software」という名称は、当時のRadeon Technologies Group担当上級副社長兼チーフアーキテクトであるラジャ・コドゥリによって考案された。

### AMD Radeon Software Crimson ReLive Edition
2016年12月8日にバージョン16.12.1として公開。「Radeon ReLive」や、「Radeon Chill」が追加された。また、VP9デコーダの性能向上、Skypeの最適化、FreeSyncの改善、DisplayPort 1.3 HBR3への対応、ドルビー・ビジョンのサポート、HDMIケーブルの不良検出機能の追加、Wattmanの対応GPU拡大、インストーラの刷新、フィードバックおよびアンケート機能の追加などが図られている。
Windows 8.1のサポートは、2017年7月10日にリリースされたバージョン17.7.1を最後に終了した。
2017年7月27日に公開されたバージョン17.7.2では、「Enhanced Sync」が追加。ReLiveのビットレート引き上げやRadeon ChillのDirectX 12およびVulkan対応、FRTCのDirectX 12対応、WattManの機能追加も行われた。

### AMD Radeon Software Adrenalin Edition
2017年12月12日にバージョン17.12.1として公開。オーバーレイ機能の「Radeon Overlay」や、スマートフォン連携機能の「AMD Link」が追加。Radeon ReLiveはストリーミング時のコメントのオーバーレイ表示やサウンドの別トラック化、ボーダーレスキャプチャ、クロマキー撮影、ソーシャルアカウント連携が追加され、Vulkanに対応した。Radeon Chillは全ゲームタイトルに対応し、WattManにはプロファイル書き込み/読み出し機能が追加。Enhanced SyncはVulkanやノートPC向けGPU、マルチGPU構成、Eyefinity環境に対応。FRTCはVulkanをサポートした。AMDはCrimson ReLive Editionがリリースされた約1年前と比べて、多くのタイトルで10％以上の性能向上を実現したと謳っている。
32bit版OSのサポートは、2018年9月26日に公開されたバージョン18.9.3を最後に終了した。

### AMD Radeon Software Adrenalin 2019 Edition
2018年12月13日にバージョン18.12.2として公開。AMD Linkにゲームストリーミング機能が追加され、スマートフォンでPCゲームのリモートプレイが可能になった。Radeon ReLiveには「インスタントGIF」や「ゲーム内リプレイ」が追加。WattManにはワンクリックオーバークロック機能やグラフィックボードのファンコントロール機能が追加された。Radeon Chillも省電力機能が改良されたほか、ゲームタイトルごとにEnhanced SyncやFreeSyncのオン・オフを設定できるようになった。
2019年7月7日に公開されたバージョン19.7.1では、「Radeon Image Sharpening」と「Radeon Anti-Lag」が追加。また、設定のスナップショットをインポート/エクスポートする機能が追加された。

### AMD Radeon Software Adrenalin 2020 Edition
2019年12月10日にバージョン19.12.2として公開。2015年のリリースから踏襲されてきたユーザーインタフェースが、本バージョンでは大幅に刷新された。「Radeon Boost」や「AMD Integer Scaling」が追加され、AMD LinkがAndroid TVやtvOSに対応。Radeon Anti-LagはRX 5000シリーズ以前のGPUにもDirectX 9サポートが追加された。Radeon Image SharpeningはDirectX 11に対応したほか、シャープニングエフェクトの強度を調整できるようになった。インストーラも刷新され、AMDはインストール時間が34％以上短縮されたと謳っている。
2020年7月9日に公開されたバージョン20.7.1では、「AMD Bug Report Tool」が追加された。

### AMD Radeon Software Adrenalin
2021年4月20日にバージョン21.4.1として公開。AMD LinkのWindows版クライアントが追加され、パフォーマンスタブではRyzenプロセッサのステータス表示に対応した。また、ドライバのインストール時に3種類の追加オプションが用意され、インストールする機能を絞り込むことが可能になった。
2021年6月21日、AMDはWindows 7のサポート終了を発表。同日公開のバージョン21.6.1からはサポートしていない。
2021年9月13日に公開されたバージョン21.9.1にて、Windows 11に正式対応した。

### AMD Software Adrenalin Edition
2022年3月17日にバージョン22.3.1として公開。AMDは、「CPUとGPUのより緊密な連携が求められているため、名称から『Radeon』を外した」としている。「Radeon Super Resolution」が追加されたほか、AMD LinkのWindows版クライアントが他社製GPUに対応した。また、Radeon Image Sharpningがゲーム以外でも利用可能になった。
2022年7月26日に公開されたバージョン22.7.1では、新たに「AMD Noise Suppression」が追加された。また、OpenGLを利用するゲームが最適化され、Minecraftではパフォーマンスが最大92%向上すると謳っている。
2024年1月23日に公開されたバージョン24.1.1では、「AMD Fluid Motion Frames」および「Video Upscale」が追加された。なお、代替ソフトウェアの普及により、同バージョンをもって「AMD Link」のサポートが終了した。

## AMD Software PRO Edition
AMD Radeon PROシリーズを対象としたソフトウェアパッケージ。以前は「AMD Radeon Pro Software」という名称だった。
ユーザーインターフェースはRadeon PROのイメージカラーである青色を基調とし、ドライバは四半期ごとに更新される。ワークステーションクラスの性能や機能、およびアプリケーション認定は一般消費者向けのRadeonには適用されず、Radeon PROビデオカードを利用する場合にのみメリットが得られるが、一般消費者向けのRadeonでも利用可能である。このサポートは、企業が一般消費者向けのRadeonを業務や商用として利用している実態を反映した対応である。反対に、Radeon PROでもAdrenalin Editionを利用できる。